# 羊城通
羊城通是由廣州羊城通有限公司經營，在中國廣東省廣州市發行並使用的一種交通儲值卡。主要用于公交、計程車、地鐵、渡輪等交通工具付費場合，亦可在部分便利店通過無現金交易來進行結帳。其廣告標語為「让我们轻松‘嘀’」。
截至2019年12月，羊城通累计的发卡及发码量已超1亿，日均服务活跃用户超2,000万人次，日均交易量达1,800万。

## 系统概述
羊城通系统的全称为广州市城市公共交通电子收费系统建设工程，是广州市城市建设的重点工程之一。工程分为后台管理中心项目、前台公用子系统（公交、渡轮）项目和地铁子系统项目。各项目根据“统一规划、统一标准、统一实施”的原则，分别由广州羊城通有限公司（原广州交通电子收费营运有限公司）、广州市公共交通数据管理中心和广州地铁公司负责建设和营运管理。

## 经营状况
自2001年12月30日投入试运行至今，羊城通电子收费系统的使用区域从广州市主城区跨至增城、花都、番禺等外围城区以及佛山南海等地（即与「广佛通」系统互通），其应用面已覆盖广州市内所有交通领域（包括公共汽车及无轨电车、计程车、停車場或路边泊车咪表、轮渡、地铁及有轨电车等等），并扩大到电信业务和商务小额消费领域（如广州艺术博物院及广州动物园的门票贩售，市内部分超市、便利店、电影院及麦当劳连锁快餐店等等），使得羊城通卡逐渐成为集“公交通、电信通、商务通”于一身的电子收费卡。
羊城通卡的管理功能也已拓展到机关事业单位考勤、门禁系统、物业管理等领域，作为员工卡、小区业主卡、学生证等证照卡，为企业、住宅小区、校园等集体社区提供身份识别、门禁、员工考勤、保安巡更管理等社区内部管理。目前已成功应用于司机考勤以及禺东西路翠雅苑的小区门禁系统。2004年9月，广州大学城也开通了在公交、饭堂、医疗、图书馆通行、上机/上网通行、带门禁的通道等领域的羊城通“一卡通”功能。
2021年6月，为了解决部分人士交通出行出示健康码有困难的问题，羊城通公司实现了羊城通部分人士特种卡与穗康码（广州市级健康码）的互认，相关工作人员在具有NFC功能的智能手机中安装“特种卡健康码查验APP”后，即可通过手机刷学生卡、儿童交通卡、老人卡，核验其穗康码的健康状态。
羊城通公司亦在其官方手机app「羊城通」、微信小程序和京东商城、淘宝网等电子商务平台售卖各款普通卡、纪念卡以及城市旅游卡。

## 產品服務

### 羊城通實體卡
| 种类                            | 种类                            | 卡片介绍及使用规则 | 售价                                | 购(办)卡地点                                                                             |
| ------------------------------- | ------------------------------- | --- | ----------------------------------- | ---------------------------------------------------------------------------------------- |
| 押金卡                          | 押金卡                          | 以押金方式租用的羊城通卡，押金在退卡时可退还。 | 押金¥20/张                          | - 羊城通客服中心 - 地铁沿线票亭 - 各大便利店 - 天天洗衣门市部等                          |
| 销售型普通卡                    | 销售型普通卡                    | 以工本费方式销售的羊城通卡。 | ¥18元/张                            | - 羊城通客服中心 - 地铁沿线票亭 - 各大便利店 - 天天洗衣门市部等                          |
| 全国交通一卡通卡 （交通联合卡） | 全国交通一卡通卡 （交通联合卡） | 卡片印有「交通联合」标志，卡片内置岭南通及交通联合双錢包應用，除广东省内岭南通适用范围外，还可在全国336个地级及以上城市（含5个示范区）和香港、澳门特别行政区内贴有「交通联合」标志的交通工具使用。除普通卡外，亦有以纪念卡发行的全国交通一卡通。 以销售形式发行、不含押金、不记名、不挂失。            | 普通卡¥20/张； 紀念卡依種類價格不等 | - 羊城通客服中心 - 地铁沿线票亭 - 喜市多便利店 - 全家便利店等                            |
| 记名卡                          | 记名卡                          | 以工本费方式销售，且卡片绑定个人身份信息的羊城通卡。需持身份证到羊城通客服中心办理。 可挂失。 | ¥18元/张                            | 羊城通客服中心                                                                           |
| 优惠卡                          | 儿童卡                          | 面向学龄前儿童发行的羊城通优惠卡，无户籍限制。有效期至持卡儿童法定应当入学时间的当年9月30日，有效期满后符合广州学生卡办理条件的可升级为学生卡。乘坐地铁、公共汽车、渡轮，享受免费优惠。 可挂失。 | ¥18元/张或¥27元/张                  | 羊城通客服中心                                                                           |
| 优惠卡                          | 学生卡                          | 面向具有广州市学籍的普通中小学、中等职业学校学生发行的羊城通优惠卡。小学期间办理的学生卡有效期至初中正常毕业当年10月，初中或高中期间办理的学生卡有效期至高中正常毕业当年7月。有效期满后仍属于优惠对象的，可到羊城通客服中心续期。押金在退卡时可退还。乘坐地铁、公共汽车、渡轮，享受五折优惠。 可挂失。 | 押金¥20/张或工本费¥18/张            | 羊城通官网及客服中心                                                                     |
| 优惠卡                          | 老人优惠卡                      | 面向具有广州市户籍、年满60周岁不满65周岁的老年人发行的羊城通优惠卡。乘坐地铁、公共汽车、渡轮，享受五折优惠。 可挂失。 | 新办免费                            | 本人户籍所在街道政务中心                                                                 |
| 优惠卡                          | 老人免费卡                      | 面向具有广州市户籍、年满65周岁的老年人发行的羊城通优惠卡。乘坐地铁、公共汽车、渡轮，享受免费优惠。 可挂失。 | 新办免费                            | 本人户籍所在街道政务中心                                                                 |
| 优惠卡                          | 残疾人优惠卡                    | 面向具有广州市户籍的三级、四级残疾人发行的羊城通优惠卡，亦称“广州市残疾人乘车优惠证”。乘坐地铁、公共汽车、渡轮，享受五折优惠。 可挂失。 | 新办免费                            | 本人户籍所在街道残疾人联合会                                                             |
| 优惠卡                          | 残疾人免费卡                    | 面向具有广州市户籍的重度（包括一级和二级的肢体、视力、听力语言、智力、精神、多重、综合）残疾人发行的羊城通优惠卡。乘坐地铁、公共汽车、渡轮，享受免费优惠。 可挂失。 | 新办免费                            | 本人户籍所在街道残疾人联合会                                                             |
| 纪念卡                          | 纪念卡                          | 以销售形式发行、兼具特别版面形象或收藏价值的纪念版智能卡。 | 按种类不等                          | - 羊城通客服中心 - 7-Eleven - 苏宁小店 - 全家便利店 - 天天洗衣门市部                     |
| 異形卡                          | 異形卡                          | 採用特別形狀的定制版智能卡。 | 按种类不等                          | - 羊城通客服中心 - 7-Eleven - 苏宁小店 - 全家便利店 - 天天洗衣门市部                     |
| 广州城市旅游卡                  | 广州城市旅游卡                  | 以销售形式发行的卡片，特别适合短期内需多次乘搭公共交通人群。在首次启用后可在有效时间内多次乘坐广州地铁（含APM线、广佛线）、广州有轨电车、巴士（含BRT，不含跨城线路）和水上巴士（轮渡），逾期失效。 不能消费，不设充值、退卡及挂失。                                                                    | 24小时：¥36 48小时：¥56 72小时：¥76 | - 羊城通客服中心 - 各大交通枢纽 - 广州市旅游局旅游问询中心 - 各大旅行社 - 部分酒店、景点 |
| 企业卡                          | 企业卡                          | 面向机关企事业单位、学校团体等推出的、可由合作单位按需订制版面图案也可按需增加内部管理应用功能，向特定对象通过企业团购形式内部发行。 不得销售，不可退换、挂失。 |                                     |                                                                                          |
| 联名卡                          | 联名卡                          | 除羊城通功能外，具备其它行业应用功能（如信用卡金融功能等）的羊城通卡。 中国银行、中国工商银行、中国邮政储蓄银行均有发行。 |                                     |                                                                                          |
| 其它                            | 其它                            | 根据特定群体的需求，由羊城通公司或经授权认可的单位发行的、制定有定制规范的羊城通卡。 |                                     |                                                                                          |

GJ 系列纪念卡

### 羊城通虛擬卡及空發卡

#### 手机SIM卡
- SWP-SIM卡：只适用于带NFC功能的Android手机。
  - 天翼羊城通：中国电信广州分公司在2011年春节开始发行天翼羊城通，是将天翼移动业务的UIM卡及羊城通普通卡的芯片捆绑，可放在指定的移动终端使用。天翼账户和羊城通账户各自独立，但又可以用天翼账户为羊城通充值，账单记入天翼账户，与天翼、我的e家或商务领航的账户在月结日一并缴费。服务已于2018年10月31日终止。[7]
  - 手机通宝羊城通：中国移动广州分公司随后开始发行手机通宝羊城通，手机通宝羊城通是中国移动通信集团广东有限公司广州分公司与广州羊城通有限公司联合发行的一种新型的具有手机通宝功能和羊城通小额支付功能的非接触式卡的应用，具有公交消费、身份认证、联盟优惠等多种功能。 广州移动客户凭本人身份证到大广州指定营业厅办理，每人限办理一张。客户支付80元开户或补卡为专用SIM卡后，可通过现有羊城通充值渠道进行充值；也可通过手机菜单用手机话费账户进行充值。[8]
  - 沃羊城通：中国联通广东、广州分公司于2015年5月17日开始小范围体验产品沃羊城通，同年8月15日开始正式商用。[9]
  - 天翼羊城通卡：中国电信广州分公司再度与羊城通合作于2019年5月21日开始发行天翼羊城通卡。与旧有天翼羊城通相比，天翼羊城通卡无法通过UIM应用充值，充值方法与实体卡一致。广州电信表示正开发可通用于Android、iPhone的「全卡」。[10]
- 集成IC卡功能的「全卡」：适用于SIM卡未被电池覆盖、非金属背盖的手机[11]，但暫未有相關產品開始發售。

#### 手机及可穿戴设备（SE）
- 握奇手环：于2015年8月31日推出，可直接在支持羊城通的地方刷公交地铁、商超便利店等。
- 拉卡拉手环：于2016年6月21日推出，可以刷手环乘坐广州公交地铁轮渡出租车等公共交通工具，更可以在全国带有银联Quick Pass标识的POS终端消费。
- 黑加手環
- Apple Pay：iPhone及Apple Watch部分型号。仅交通联合单标准卡，无法在大部分线下网点及自助机查询、充值及小额消费，亦无法享受广州以外的岭南通优惠。
- 天星金融钱包公交（小米Pay）：小米手机及手环部分型号。曾发行岭南通标准卡、岭南通交通联合双标准卡。2021年起逐步改发交通联合单标准卡，无法在大部分线下网点及自助机查询、充值及小额消费，亦无法享受广州以外的岭南通优惠。
- 三星智付（Samsung Pay）：三星手机及手表部分型号。旧机型发行岭南通标准卡，新机型发行岭南通交通联合双标准卡。
- 华为Pay（Huawei Pay）：华为及属华为旗下品牌时期的荣耀手机、手表及手環部分型号。曾发行岭南通标准卡、岭南通交通联合双标准卡。2020年起逐步改发交通联合单标准卡，无法在大部分线下网点及自助机查询、充值及小额消费，亦无法享受广州以外的岭南通优惠。
- 一加手机部分机型。
- vivo手机及手表部分机型。
- OPPO手机部分机型。
- 魅族手机部分机型。
- realme部分机型。
- 华米手表及手环部分型号。
- 小天才手表。

### 羊城通乘車碼
羊城通乘車碼是QR二維碼形式的電子交易憑證。可在廣州公交及水巴使用。簽約綁定支付帳戶後，程式會顯示載有加密交易憑證的QR碼，向驗票機識讀口展示QR碼，等待驗票機校驗交易憑證並提示交易成功。程式稍後會從支付帳戶中扣除當次車費。截至2020年1月，羊城通、微信、支付宝（含AlipayHK）及翼支付等App均可使用羊城通乘車碼。
2020年1月20日，AlipayHK（香港版支付宝）推出羊城通乘车码功能。香港用户可通过AlipayHK在广州扫码乘坐公交，费用以港币结算。
2021年11月，羊城通乘车码与粤康码实现融合呈现。用户打开平台乘车码界面后，按操作指引开通乘车码服务，确认粤康码授权信息并完成认证后，可以实现乘客实名信息的关联。完成授权后，便可直接生成带有个人健康信息的羊城通乘车码，乘车时仅需出示乘车码，便可同时完成车费支付和出示健康码两个步骤。
2023年9月1日后，羊城通乘车码与羊城通实体卡享受相同优惠折扣，在此之前仅实体卡含有优惠折扣。

### 廣州公共交通碼
廣州公共交通碼（廣州市「一城一碼」）是QR二維碼形式的電子交易憑證，基於交通部二維碼標準。使用方法與羊城通乘車碼一致，適用範圍除與羊城通乘車碼一樣可在廣州公交及水巴使用外，亦可在廣州地鐵使用。未來將通過粤港澳大湾区出行服务平台实现大灣區城市通用。且基於交通部二維碼標準亦意味有可能加入交通部互通機制。

### 折扣优惠
羊城通系统于2001年12月30日投入試運行，為配合系統的應用推廣，各公交公司均實行乘車（船）九五折優惠措施。但从2003年9月1日起，各公交公司將對持羊城通卡乘坐車（船）者恢復按物價部門核定的標準收費；地铁公司亦在20年后新版广州市公共交通优惠实施时，取消了9.5折优惠措施。
2010年起，广州市实施羊城通普通卡在一个自然月内累计15次之后6折的票价优惠方案，2023年9月1日后，根据《广州市公共交通票价优惠调整方案》，调整为了普通乘客在一个自然月内，乘坐广州地铁公交累计实际支出票款满80元不满200元部分享受8折优惠，超出200元部分享受5折优惠。

## 使用方法

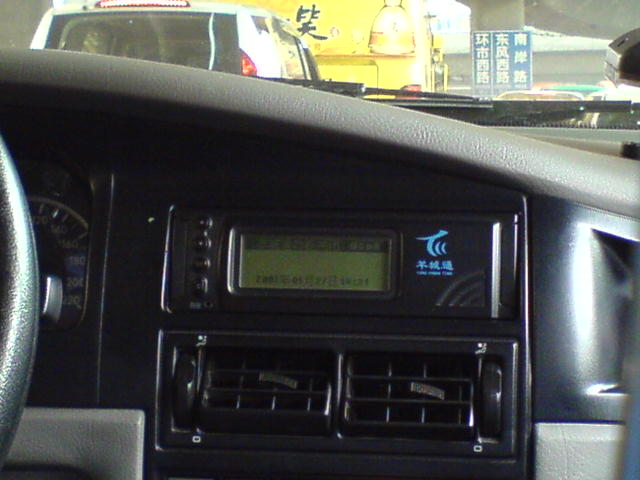
广州的士上的第一代羊城通操作器，机上印有羊城通前代标志

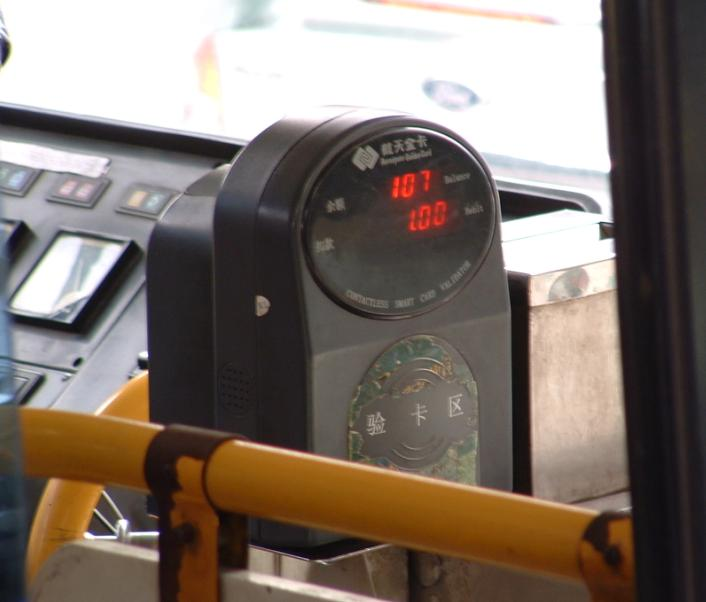
广州巴士上的第一代羊城通機

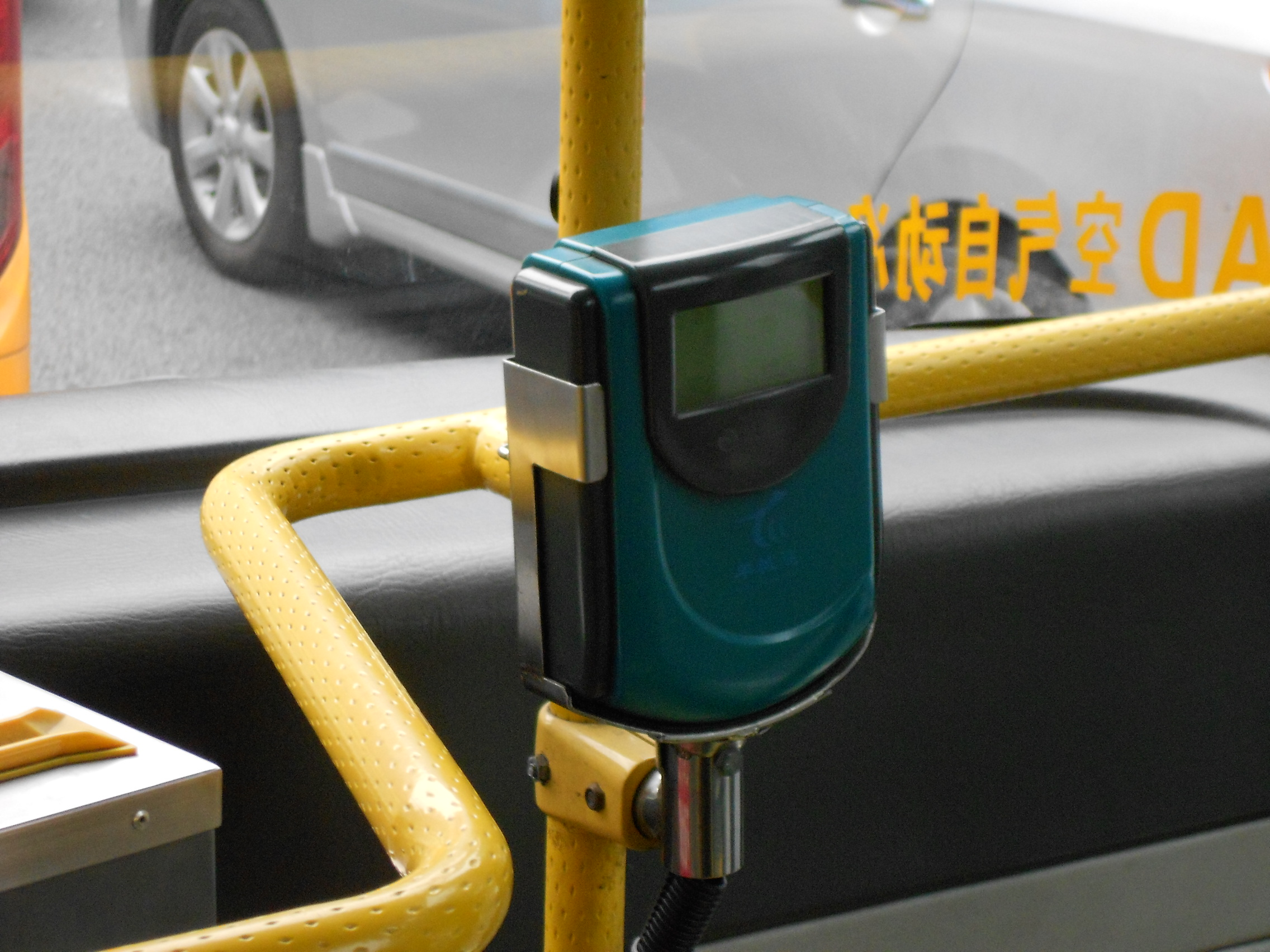
巴士上的第二代羊城通機，其顯示螢幕細小，扣款餘額字體亦不清楚。因安裝的機器位置不符合人體工學，乘客經常需彎下身體才能看到。

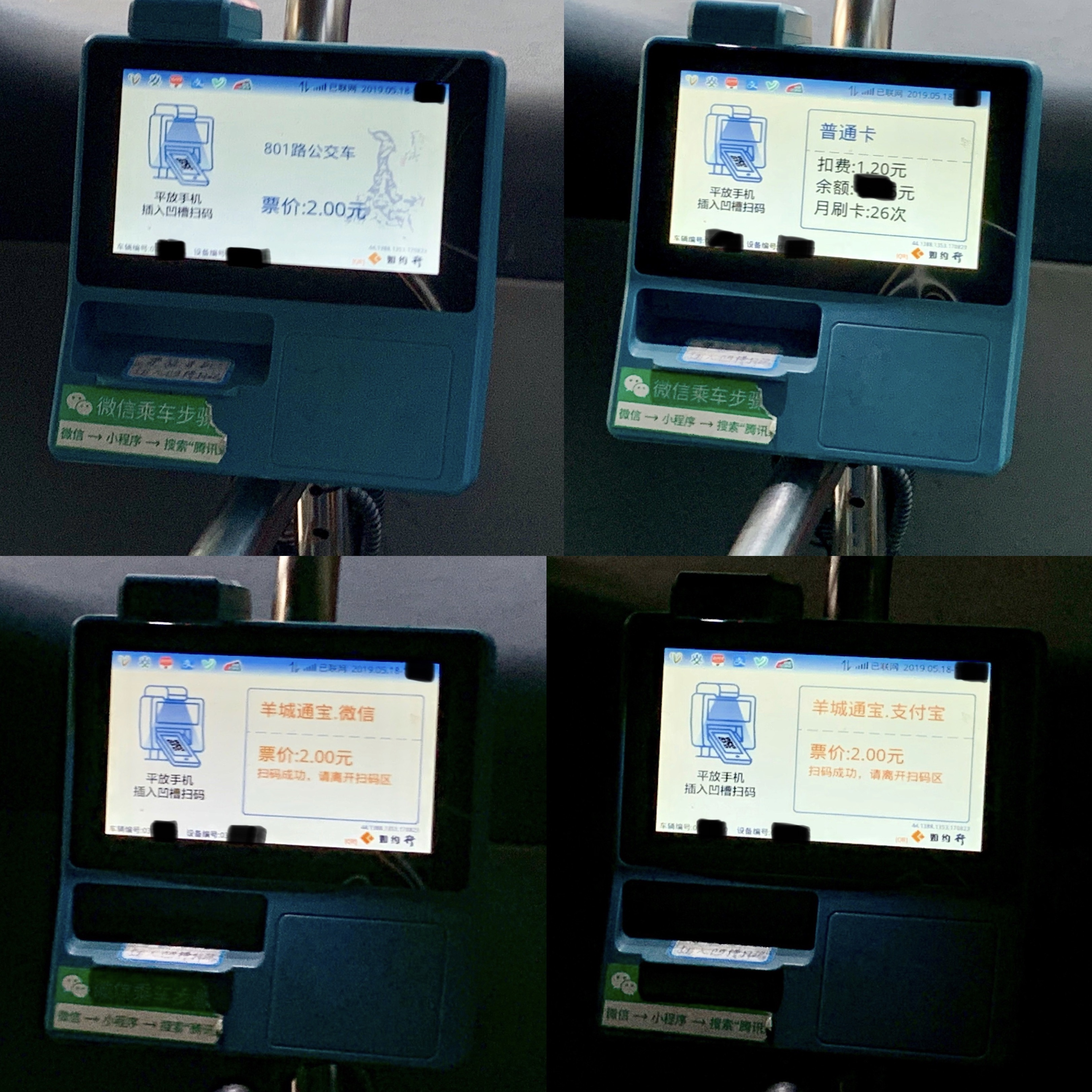
巴士上的第三代羊城通機，支持全国交通一卡通，亦可扫描羊城通乘车码进行支付。

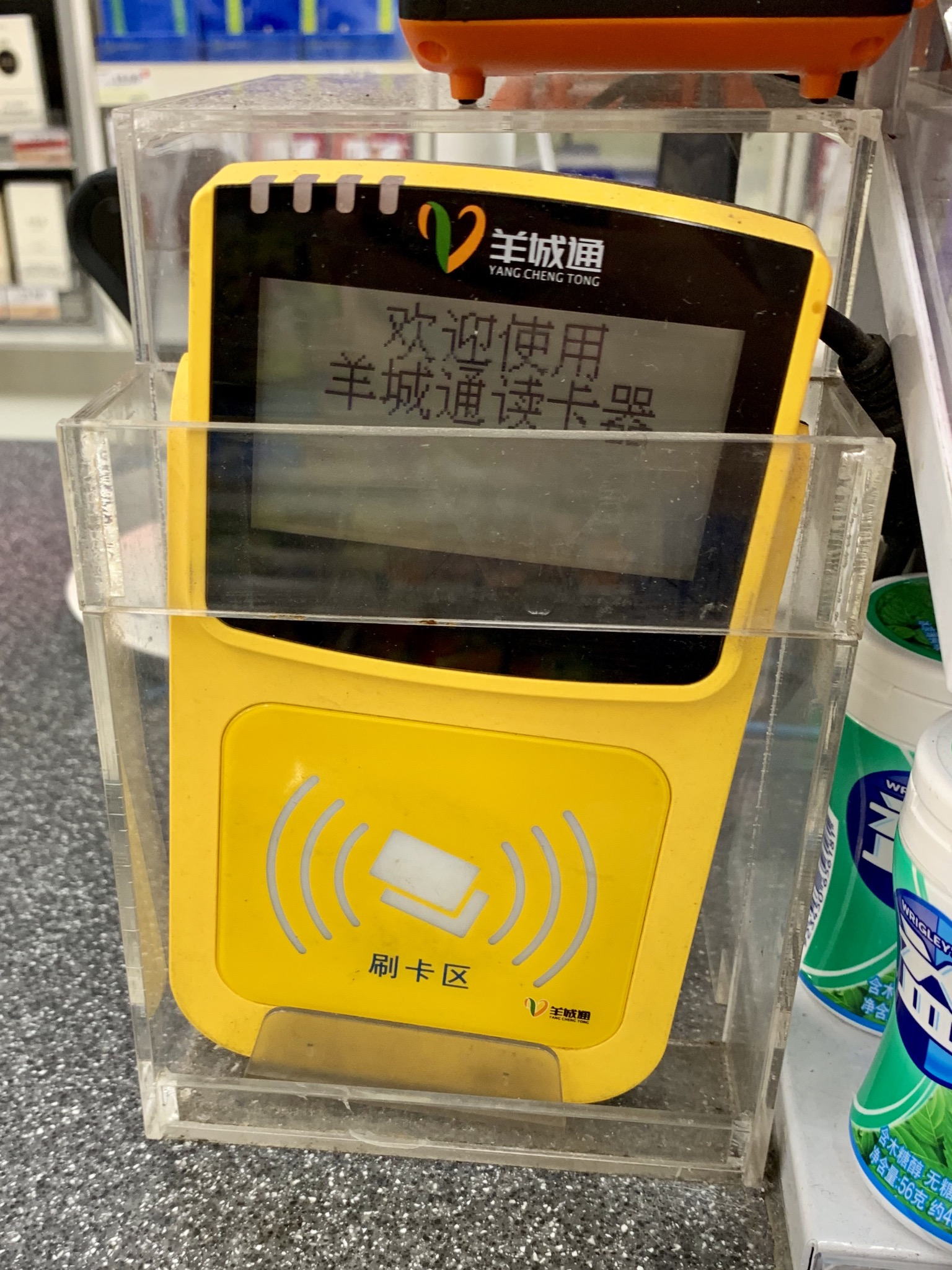
7-Eleven便利店内的羊城通机

羊城通是一种非接触式智能卡，在电子货币中使用上非常方便。无论进行交易还是充值，操作都十分简单。

### 交易过程
使用羊城通付款时，使用者只需将羊城通卡放近机器的验卡区域，款项就会自动扣除。交易时间平均只需0.3秒。交易完成后，读卡器会发出“嘀”的声音（对于学生卡、老人卡及残疾人卡等，则会发出对应普通话读音；在目前使用的第三代羊城通机中，老人卡和残疾人卡被提高音调的提示音所代替），显示屏会显示被扣除的金额及卡的余额。如果发出短促的“嘀”声，通常是该交通工具单位所属的员工卡。而如果出现更高音调、更长时间的“哔哩哔哩”声，则代表交易未能完成，常见原因是卡并未对准羊城通机的验卡区，或者餘额低于要扣除的金额。如果是连续的“哔哩哔哩”声，则代表你之前已经交易完成，防止二次误刷。
与香港的八达通一样，由于羊城通是非接触式智能卡，所以就算隔着几厘米的普通物料（如塑胶和皮革等），只要对准验卡区域，也能感应得到，所以只需拿起钱包、手袋甚至是把衣服的袋子放近验卡区域，也能进行羊城通交易。

### 充值
- 人工充值（仅可使用现金或预先网上转账充值后“飞充”）：
  - 羊城通客户服务中心
  - 羊城通便民服务代理网点
  - 羊城通便利站
  - 7-ELEVEN
  - 全家FamilyMart
  - 喜市多
  - VanGO
  - 有家便利店
  - 华润万家便利超市
  - 鸿福堂
  - 圣安娜饼屋
  - 美心西餅
  - 利口福
  - 天天洗衣
  - 二天堂药店
  - 大洋文化连锁店
- 自助充值机：
  - 广州地铁站内自助售卡充值机：2015年12月起，陆续设置于各地铁站内。供乘客使用现金或微信、支付宝支付购买地铁日票、羊城通及充值羊城通。
  - “好易”充值机：市区大部分的麦当劳快餐店、全线广州银行门口、设有“自助服务区”的中国工商银行、地铁站及商场中的“好易”充值机、各区电信营业厅的“交费易”电子交费机。
  - 蓝牙自助充值机：使用羊城通App，透过手机藍牙连接充值机，扫码支付后拍卡充值。
  - 广州邮政“蜜蜂箱”（仅支持网上转账充值“飞充”）
- 网上充值：
  - 转账充值：充值后需到线下网点“飞充”写卡。
    - 羊城通App
    - 支付宝App
    - 京东App

  - 贴卡充值：需使用带NFC功能的Android手机贴卡充值。
    - 羊城通App
    - 岭南通App
    - 微信
    - 手机QQ
    - 翼支付App
    - 沃钱包App
- 自动充值（捆绑银行卡）：捆绑后，当羊城通放置到自动充值机上就可自动充值，不过此方法比较不安全（详见下文的羊城通缺点），所以很少市民使用此方法。
- 手机及可穿戴设备：内置于手机及可穿戴设备的羊城通卡可按以上方式充值，一般亦可以通过设备或连接设备的应用程式为内置卡片充值。

每次的充值金额以50元的倍数增加，部分网上充值渠道可选择充值20元、30元。卡内金额累计不能超过1000元。
羊城通亦可在外地岭南通充值渠道进行充值，譬如佛山7-Eleven等。
早期广州地铁的站厅票务中心也提供人工充值服务，但由于有员工曾利用充值时与羊城通公司数据同步时差来伪造卡内充值余额并因此获刑后，票务中心不再提供充值服务，同时修正了羊城通卡交易同步时序。目前在各个地铁站大堂的票务中心之羊城通充值业务已经取消。
自2021年06月06号起，未绑定个人信息的羊城通使用现金充值需在充值前需先通过扫描防疫码等方式登记个人防疫信息；同时羊城通公司表示防疫信息登记活动中的个人信息，仅疫情溯源所用，不作它用，并非将羊城通卡“实名制”，与丢卡挂失不关联。

### 适用地点
所有羊城通交易站点已在2010年年底升级为岭南通系统。羊城通卡經嶺南通可於广东省内21个地级市的公共交通工具（深圳地铁、深圳有轨电车、深圳坪山雲巴及东莞地铁除外）、停车场（包括咪表）、部分旅游景点、以及部分大型连锁店，例如便利店和超级市场使用。
带「交通联合」的羊城通全國交通一卡通卡可在全国336个地级及以上城市（含5个示范区）和香港、澳门特别行政区内贴有「交通联合」标志的交通工具上使用。

### 卡片记名与挂失
可办理新记名卡或将已有羊城通绑定为记名卡，每个身份证信息只能绑定最多2张羊城通卡，持卡人可办理解除绑定。记名卡遗失后，可持身份证原件到羊城通客服中心办理挂失，挂失时需要登记其他羊城通卡卡号作为挂失余额收款。羊城通App注册用户亦可以通过羊城通App进行网上快速挂失。挂失受理成功后，便利店等联机交易功能会被马上停止；挂失受理成功三天后，巴士、地铁等脱机交易功能将被停止。挂失退回的余额为挂失业务成功受理翌日零点起72小时后羊城通系统记录的挂失卡内余额，余额将在挂失业务成功受理7天后转移至挂失时登记的羊城通卡的充值金帐户。
记名卡的新办、绑定、解绑挂失、余额转移（移资）、故障更换及退卡业务，均需要持卡人出示身份证原件才能办理。

### 卡片故障更换
卡片故障而无人为损坏的：押金卡可选择更换新押金卡或销售型普通卡。选择更换为销售型普通卡则退回押金2元，新卡片不设可退还押金；非押金卡在一年质保期内可免费更换指定版面的非押金卡，每卡只享受一次免费更换服务，原故障卡须回收。
票卡有人为损坏或超过质保期，不可免费更换，可将故障卡中余额转移至客户提供的其他可用羊城通卡，故障卡作打孔处理。
故障卡片更换需到羊城通客服中心或便民服务代理点。联名卡、会员卡、部分异型卡由卡片发行方提供售后服务。

### 卡片退还
押金卡卡片无人为损坏，全额退还押金及余额；卡片有人为损坏，收取15元工本费，退还5元押金及余额，回收票卡。余额可现场读取的，即时办理退余额手续；余额无法现场读取的需检测，7个工作日后凭受理回执领取退卡款。

## 争议

### 刷卡次数清零
2010年1月初，广州市刚开始实行“15次后打6折”的优惠政策时，便有市民发现：在佛山市内乘车后，此前累积的乘坐次数会被清零。羊城通公司当时称广佛两地公交扣费系统存在衔接问题，将完善该系统，遇到清零问题的市民可持卡至羊城通服务中心修复。同年8月，有网友发帖称乘坐公交地铁接驳线后，乘坐次数不正确，向羊城通方反映后获退还差价。
2023年2月，再有市民反映称自己的羊城通乘坐满16次后无法享受6折优惠。其还通过自助查询机查询到，该羊城通有多条乘坐地铁的消费记录被标记成金额为0的“公交消费”。羊城通公司称，若刷卡速度过快，或刷卡时闸机正在更新数据等小概率异常原因，可能导致卡片数据更新异常。公司每月会定期对交易数据进行核查，并计划推出线上查询近30日内消费记录的服务。

## 相關產品

### 廣佛通
廣佛通（Guang Fo Tong）是由佛山市廣佛通電子收费营运有限公司於佛山市內發行的交通IC储值卡，與羊城通在广州和佛山實行兩市互通。该系统前身为羊城通公司与南海区交通客运公司在2003年合作推出的「南海羊城通」；2006年再推出“佛山交通卡”，后更名为广佛通。其營運公司設有「廣佛通客戶服務中心」共六間，分別位於禪城區親仁路、禪城區汾江南路、南海區原南海車站、順德區、三水區和高明區。要注意的是，目前鄰近廣佛地鐵車站的「廣佛通客戶服務中心」只有其中兩間，分別是汾江南路（近廣佛地鐵魁奇路站）和南海車站（近廣佛地鐵𧒽崗站）兩間客戶服務中心。

### 嶺南通
嶺南通（Lingnan Pass）是基於羊城通系統發展而來，为中国大陆規模最大的跨區域互聯互通公交一卡通系統之一。各互通地市发行的岭南通卡在广东省内互通地市无差别充值、消费。岭南通亦与八達通、澳門通和易通卡推出合作产品。

## 另見
- 岭南通
- 全国交通一卡通互联互通

## 外部連結
- 广州羊城通有限公司